# 東門路 (台中市)
東門路為臺灣臺中市的聯外道路之一，全路段位於東區境內，呈東西向，東連十甲東路，西抵東光園道。

## 沿線設施
（由東至西）
- 旱溪（東昇橋）
- 旱溪東路
- 舊旱溪
- 東光園道